# Al-Ain Sports and Cultural Club 2011-2012
Questa voce raccoglie le informazioni riguardanti l'Al-Ain Sports and Cultural Club nelle competizioni ufficiali della stagione 2011-2012.

## Rosa
| N. |                                | Ruolo | Calciatore         |
| -- | ------------------------------ | ----- | ------------------ |
| 1  | Emirati Arabi Uniti (bandiera) | P     | Yousef Abdulrahman |
| 12 | Emirati Arabi Uniti (bandiera) | P     | Waleed Salim       |
| 22 | Emirati Arabi Uniti (bandiera) | P     | Sultan Musabah     |
| 30 | Emirati Arabi Uniti (bandiera) | P     | Abdulla Sultan     |
| 3  | Emirati Arabi Uniti (bandiera) | D     | Hilal Saeed        |
| 4  | Emirati Arabi Uniti (bandiera) | D     | Msalam Fayez       |
| 21 | Emirati Arabi Uniti (bandiera) | D     | Mohamed Ahmed      |
| 44 | Emirati Arabi Uniti (bandiera) | D     | Faris Jumaa        |
| 80 | Emirati Arabi Uniti (bandiera) | D     | Mohamed Fayez      |
| 5  | Marocco (bandiera)             | D     | Ismaeel Ahmed      |
| 19 | Qatar (bandiera)               | D     | Mohanad Salem      |
| 6  | Emirati Arabi Uniti (bandiera) | C     | Omar Abdulrahman   |
| 7  | Emirati Arabi Uniti (bandiera) | C     | Ali Al-Wehaibi     |

| N. |                                | Ruolo | Calciatore           |
| -- | ------------------------------ | ----- | -------------------- |
| 11 | Emirati Arabi Uniti (bandiera) | C     | Ahmad Mathaad        |
| 13 | Emirati Arabi Uniti (bandiera) | C     | Rami Yaslam          |
| 17 | Emirati Arabi Uniti (bandiera) | C     | Ahmed Al-Shamsi      |
| 23 | Emirati Arabi Uniti (bandiera) | C     | Shehab Ahmed         |
| 24 | Romania (bandiera)             | C     | Mirel Rădoi          |
| 26 | Emirati Arabi Uniti (bandiera) | C     | Saif Mohammed        |
| 31 | Emirati Arabi Uniti (bandiera) | C     | Hazaa Salem          |
| 15 | Argentina (bandiera)           | A     | Ignacio Scocco       |
| 9  | Ghana (bandiera)               | A     | Asamoah Gyan         |
| 18 | Arabia Saudita (bandiera)      | A     | Yasser Al-Qahtani    |
| 20 | Emirati Arabi Uniti (bandiera) | A     | Mohammed Abdulrahman |
| 27 | Emirati Arabi Uniti (bandiera) | A     | Salem Abdulla        |
| 99 | Emirati Arabi Uniti (bandiera) | A     | Faisal Ali Hasan     |

## Calciomercato

### Sessione estiva(dall'1/7 all'1/9)
| Acquisti | Acquisti          | Acquisti      | Acquisti   |
| R.       | Nome              | da            | Modalità   |
| -------- | ----------------- | ------------- | ---------- |
| A        | Ignacio Scocco    | AEK Atene     | definitivo |
| A        | Mohammed Nasser   | Al-Shabab     | definitivo |
| C        | Mirel Rădoi       | Al-Hilal      | definitivo |
| P        | Mahmoud Al Mass   | Sharjah       | definitivo |
| A        | Mohamed Malallah  | Ittihad Kalba | definitivo |
| D        | Helal Saeed       | Al-Jazira     | definitivo |
| A        | Yasser Al-Qahtani | Al-Hilal      | prestito   |
| D        | Mohammed Salem    | Al Dhafra     | definitivo |
| A        | Asamoah Gyan      | Sunderland    | prestito   |

| Cessioni | Cessioni          | Cessioni    | Cessioni      |
| R.       | Nome              | a           | Modalità      |
| -------- | ----------------- | ----------- | ------------- |
| D        | Ibrahima Keita    | Al-Qadisiya | fine prestito |
| A        | Valentin Badea    | Brașov      | fine prestito |
| C        | Elias             | Figueirense | fine prestito |
| P        | Ismail Rabee Juma | Al-Shabab   | definitivo    |